# (34491) 2000 SB138
2000 SB138 (asteroide 34491) é um asteroide da cintura principal. Possui uma excentricidade de 0.16840800 e uma inclinação de 5.36086º.
Este asteroide foi descoberto no dia 23 de setembro de 2000 por LINEAR em Socorro.